# جاك 2،0 (مسلسل)
جايك 2،0 بالإنجليزية) jack 2,0 هو مسلسل خيال علمي امريكي من إنشاء سيلفيو هورتا ، تم بثه لأول مرة على upn في 10 سبتمبر 2003 ، تم الغاء المسلسل في 14 يناير 2004 بسبب انخفاض تقيميه وشعبيته ، ولم تبث 04 حلقات في الولايات المتحدة، في المملكة المتحدة تم بث المسلسل كاملا على قناة سكاي، وعرضت السلسلة في وقت لاحق في syndication على HDNet و قناة الخيال العلمي ،
تم تصوير المسلسل في تورونتو وفانكوفر، كندا.

## وصلات خارجية
- Jake 2.0 على موقع IMDb (الإنجليزية)
- Jake 2.0 على موقع روتن توميتوز (الإنجليزية)
- Jake 2.0 على موقع كينوبويسك (الروسية)
- Jake 2.0 على موقع ألو سيني (الفرنسية)
- Jake 2.0 على موقع قاعدة بيانات الفيلم (الإنجليزية)